# Tomas Lefusis
Timoleon (Tomas) Lefusis (ur. 5 maja 1972) – grecki narciarz alpejski, uczestnik Zimowych Igrzysk Olimpijskich 1992 w Albertville. Brat Tomai Lefusi, również narciarki alpejskiej.

## Osiągnięcia

### Igrzyska olimpijskie
| Miejsce | Dzień     | Rok  | Miejscowość | Konkurencja | Czas biegu  | Strata   | Zwycięzca            |
| ------- | --------- | ---- | ----------- | ----------- | ----------- | -------- | -------------------- |
| 70.     | 16 lutego | 1992 | Albertville | Supergigant | 1:25,01 min | +11,97 s | Kjetil André Aamodt  |
| DNF2    | 18 lutego | 1992 | Albertville | Gigant      | -           | -        | Alberto Tomba        |
| DNF1    | 22 lutego | 1992 | Albertville | Slalom      | -           | -        | Finn Christian Jagge |

### Mistrzostwa świata
| Miejsce | Dzień     | Rok  | Miejscowość   | Konkurencja | Czas biegu  | Strata   | Zwycięzca           |
| ------- | --------- | ---- | ------------- | ----------- | ----------- | -------- | ------------------- |
| 36.     | 13 lutego | 1993 | Morioka       | Slalom      | 2:01,78 min | +21,45 s | Kjetil André Aamodt |
| 75.     | 13 lutego | 1996 | Sierra Nevada | Supergigant | 1:34,68 min | +12,88 s | Atle Skårdal        |
| 39.     | 23 lutego | 1996 | Sierra Nevada | Gigant      | 2:26,82 min | +28,19 s | Alberto Tomba       |
| DNF1    | 25 lutego | 1996 | Sierra Nevada | Slalom      | -           | -        | Alberto Tomba       |

### Mistrzostwa świata juniorów
| Miejsce | Dzień       | Rok  | Miejscowość          | Konkurencja | Czas biegu  | Strata   | Zwycięzca    |
| ------- | ----------- | ---- | -------------------- | ----------- | ----------- | -------- | ------------ |
| 77.     | 29 stycznia | 1988 | Madonna di Campiglio | Gigant      | 2:21,33 min | +15,78 s | Gregor Grilc |